# Tel Avivs universitet
Tel Avivs universitet (TAU; hebreiska: אוּנִיבֶרְסִיטַת תֵּל אָבִיב, Universitat Tel Aviv, arabiska: جامعة تل أبيب, Jami’at Tel Abib) är ett universitet i Tel Aviv i Israel, grundat 1956. Ungefär 30 000 personer studerar för närvarande [när?] vid universitetet, vilket gör det till ett av de större universiteten i Israel.  

## Historia
Universitetets grundande kan spåras tillbaka till 1956 då tre stycken forskningsinstitut, Tel Aviv School of Law and Economics, Institute of Natural Sciences och Institute of Jewish Studies, slogs samman för att bilda Tel Aviv University. Universitetet drevs till en början av kommunen Tel Aviv fram till 1963, då universitetet blev självständigt. Ramat Aviv campuset som är 0,69 km² grundades samma år.
Universitetet förvaltar också tre andra institutioner: Center for Technological Design in Holon, New Academic College of Tel Aviv-Yaffo och Afeka College of Engineering i Tel Aviv.

## Internationellt utbyte
Universitetets institution för juridik har utbytesavtal med över 35 olika universitet utomlands. Dessa inkluderar följande: University of Virginia (USA), Cornell University (USA), Boston University (USA), UCLA (USA), Bucerius (Tyskland), EBS (Tyskland), McGill (Kanada), Osgoode Hall (Kanada), Ottawa (Kanada), Queens University (Australien), Toronto (Kanada), Bergen (Norge), STL (Kina), KoGuan (Kina), Tsinghua (Kina), Jindal Global (Indien), University of Hong Kong, Singapore Management University, Stockholms Universitet (Sverige), Monash (Australien), Sydney (Australien), Sciences Po (Frankrike), Seoul (Sydkorea), Lucern (Schweiz), Bocconi (Italien) och Madrid (Spanien).

## Alumner

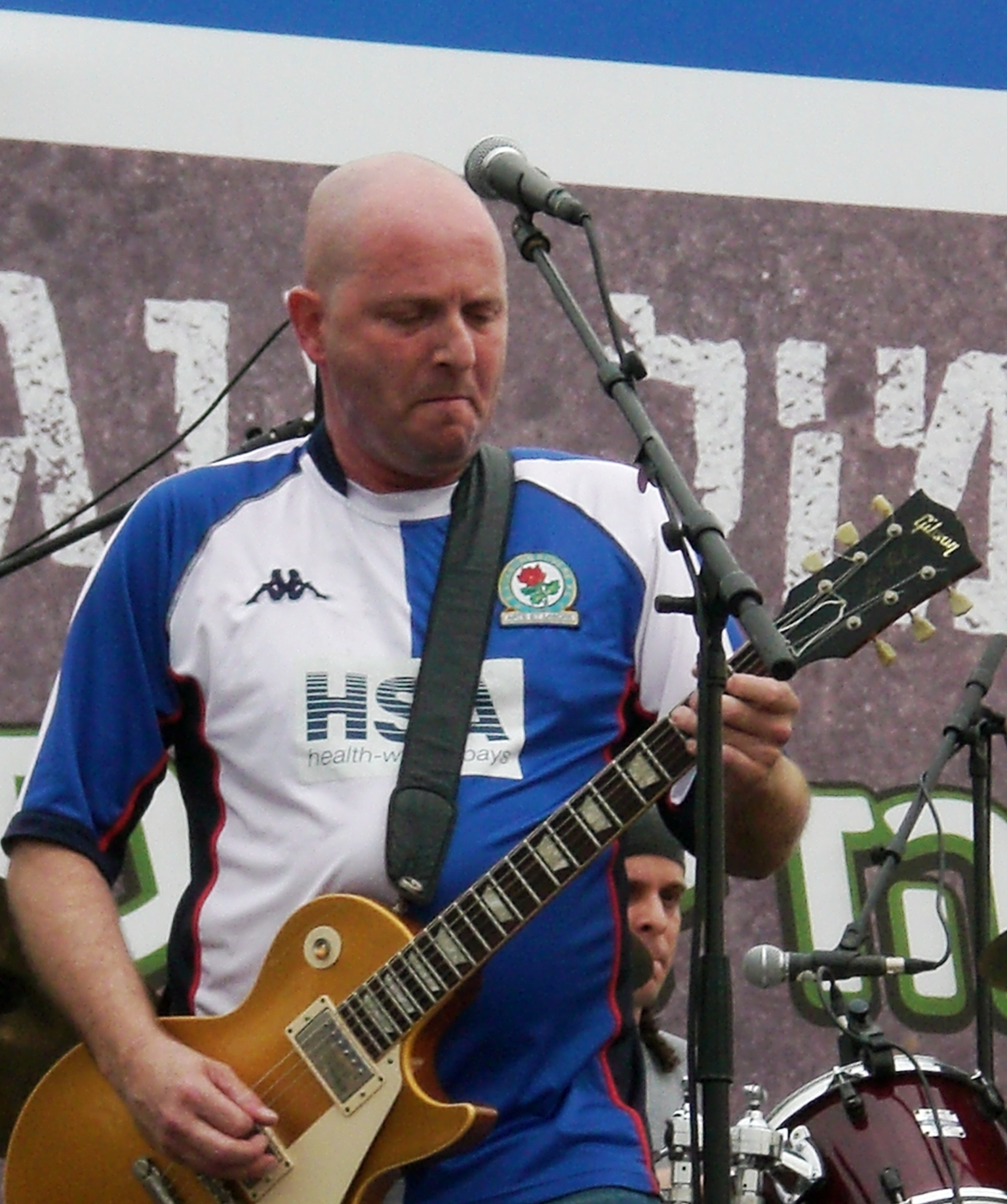
Tal Friedman

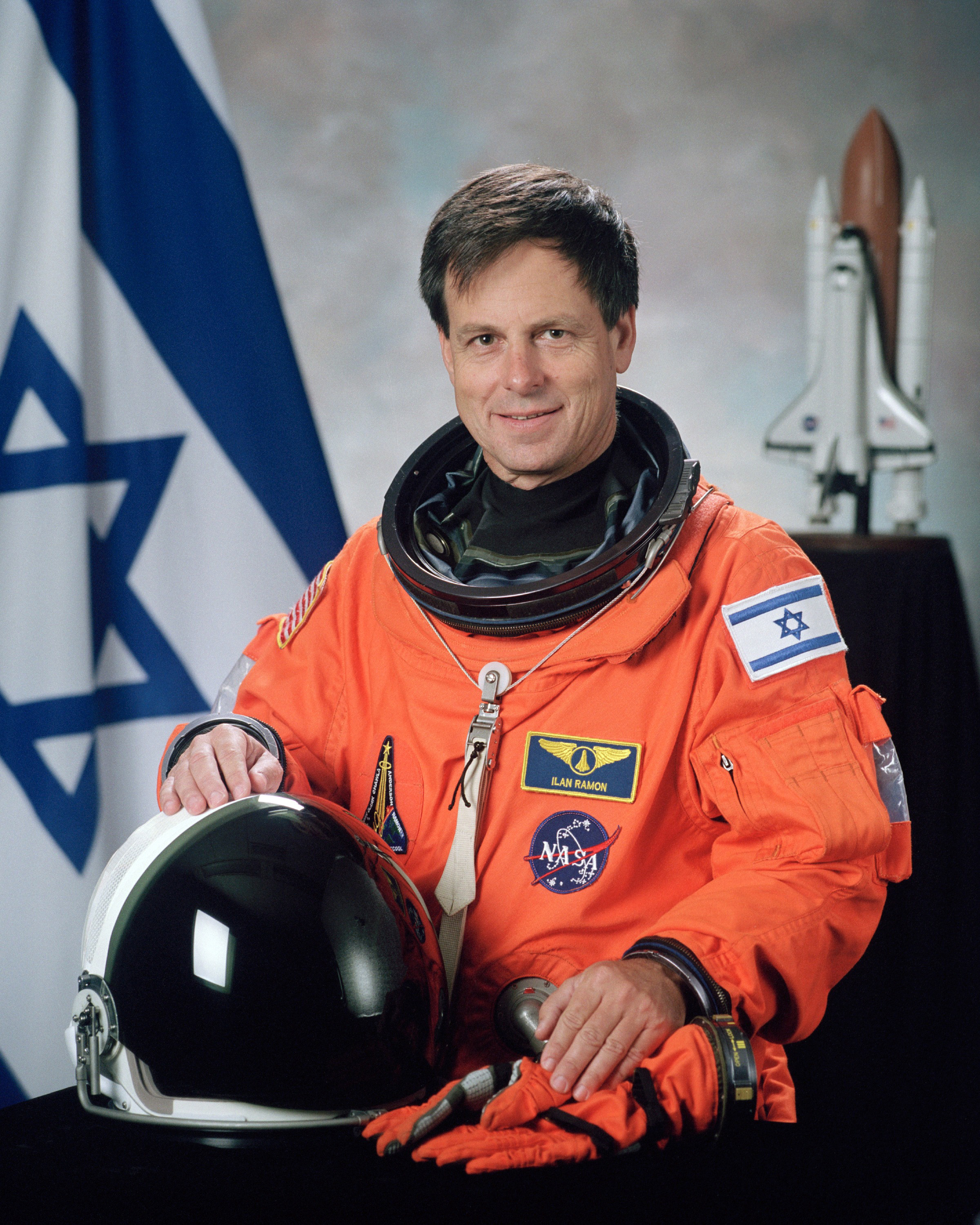
Ilan Ramon

- Dan Ariely, författare och akademiker
- Hagai Levi, filmregissör och producent
- Fouad Awad, teaterregissör
- Alon Bar, filmproducent
- Daphne Barak Erez, domare i Israels Högsta domstol.
- Mohammad Barakeh, ledamot i Knesset och partiledare i Hadash
- Rebecka Belldegrun (född 1950), ophthalmologist och känd affärsperson
- Shlomo Ben-Ami, historiker, tidigare utrikesminister i Israel
- Yochai Benkler, akademiker vid Harvard Law School
- Aluf Benn, chefredaktör vid Haaretz
- Ran Cohen, tidigare bostadsminister i Israel
- Arie Eldad, tidigare ledamot i Knesset
- Israel Eliashiv, före detta israelisk ambassadör till Singapore
- Nancy Ezer, författare och professor i hebreiska vid UCLA
- Yael S. Feldman, professor i hebreisk kultur och utbildning samt professor i hebreiska och judiska studier vid New York University
- Ari Folman, filmregissör
- Tal Friedman, komiker, skådespelare och musiker.
- Amir Gal-Or, grundare av företaget Infinity Group
- Benny Gantz, tidigare general i Israel Defense Forces och nu politiker för partiet Styrka för Israel, som ingår i Blåvitt-alliansen.
- Dan Gillerman, tidigare ständig representant för Israel i FN och vice ordförande för FN:s generalförsamling
- Tzachi Hanegbi, ledamot i Knesset och tidigare minister för inrikessäkerhet i Israel
- Doron Kempel, VD för SimpliVity
- Michael Harris, akademiker
- Avi Hasson, nuvarande chefsvetenskapsman vid Ministry of Economy i Israel
- Zvi Heifetz, tidigare israelisk ambassadör till Förenade Kungariket
- Ron Huldai, nuvarande borgmästare i Tel Aviv
- Benjamin Isaac, historiker
- Moshe Kam, 49th ordförande för IEEE och Dean vid Newark College of Engineering
- Moshe Kaplinsky, Deputy Chief vid IDF General Staff
- Efraim Karsh, historiker
- Rita Katz, terrorismanalytiker
- Etgar Keret, författare
- Dov Khenin, forskare i statsvetenskap och ledamot i Knesset
- Josef Lapid, tidigare Israelisk vice premiärminister, justitieminister och grundare av partiet Shinui
- Keren Leibovitch, paralympisk simmare
- Hanoch Levin (1943–99), dramaturg, teaterregissör, författare och poet
- Uri Levine och Ehud Shabtai, grundare av Waze
- Amnon Lipkin-Shahak, tidigare israelisk Chief of Staff och minister för transport och turism.
- Moni Moshonov, skådespelare och komiker
- Yitzhak Mordechai, tidigare israelisk försvarsminister och transportminister
- Abraham Nitzan, kemisk fysisker
- Daniella Ohad Smith, designhistoriker
- Yitzhak Orpaz-Auerbach, författare
- Ophir Pines-Paz, tidigare israelisk inrikesminister
- Gideon Raff, regissör och manusskribent och skapare av den prisbelönta serien Prisoners of War som i USA går under namnet Homeland
- Haim Ramon, tidigare jusitie- och hälsominister.
- Ilan Ramon (1954–2003), Israels första astronaut
- Daniel Reisner, tidigare chef för avdelningen för Internationell rätt vid IDF:s juridiska avdelning
- Elie Rekhess, historiker
- Gideon Sa'ar, ledamot i Knesset och inrikesminister
- Simon Shaheen, musiker
- Silvan Shalom, tidigare finansminister och utrikesminister i Israel
- Adi Shamir,  kryptograf, en av uppfinnarna till RSAalgoritmen för kryptering
- Ariel Sharon (1928-2014), tidigare premiärminister i Israel
- Daniel Sivan, professor
- Nahum Sonenberg, biokemist vid McGill University
- Yuval Tal, grundare av Payoneer
- Gadi Taub, historiker, författare, manusskrivare och politisk kommentator
- Natan Yonatan (1923–2004), poet
- Poju Zabludowicz, miljardär, filantropiker, och ägare av Tamares Group
- Bat-Sheva Zeisler, sångerska och skådespelerska
- Abdel Rahman Zuabi, tidigare domare i Israels Högsta domstol
- Ghil'ad Zuckermann, lingvist
- Yaron Meiri, regissör